# Paulino Neves
Paulino Neves est une municipalité brésilienne située dans l'État du Maranhão.